# Liste des aéroports au Burkina Faso
Voici une liste des aéroports du Burkina Faso, triés par lieu.

## Aéroports ou aérodromes
| Ville          | Province   | OACI | AITA | Nom                                   | Coordonnées                     |
| -------------- | ---------- | ---- | ---- | ------------------------------------- | ------------------------------- |
| Aribinda       | Soum       | DFOY | XAR  | Aérodrome d’Aribinda                  | 14° 12′ 55″ N, 0° 53′ 44″ O     |
| Arly           | Tapoa      | DFER | ARL  | Aéroport d'Arly (en)                  | 11° 35′ 46,9″ N, 1° 28′ 49,8″ E |
| Banfora        | Comoé      | DFOB | BNR  | Aérodrome de Banfora                  | 10° 41′ 21,7″ N, 4° 43′ 39,1″ O |
| Barsalogho     | Sanmatenga | DFCB |      | Aérodrome de Barsalogho               | 13° 24′ 00,1″ N, 1° 03′ 48,1″ O |
| Bobo-Dioulasso | Houet      | DFOO | BOY  | Aéroport de Bobo-Dioulasso            | 11° 09′ 35,3″ N, 4° 19′ 52,4″ O |
| Bogandé        | Gnagna     | DFEB | XBG  | Aérodrome de Bogandé                  | 12° 58′ 53″ N, 0° 09′ 45,4″ O   |
| Boromo         | Balé       | DFCO |      | Aéroport de Boromo (en) (fermé)       | 11° 45′ 51,9″ N, 2° 55′ 47,4″ O |
| Boulsa         | Namentenga | DFEA | XBO  | Aérodrome de Boulsa                   | 12° 39′ 28,7″ N, 0° 34′ 07,6″ O |
| Dano           | Ioba       | DFOA |      | Aéroport de Dano (en)                 | 11° 08′ 17″ N, 3° 04′ 27,5″ O   |
| Dédougou       | Mouhoun    | DFOD | DGU  | Aéroport de Dédougou (en)             | 12° 27′ 38,9″ N, 3° 29′ 18,8″ O |
| Diapaga        | Tapoa      | DFED | DIP  | Aérodrome de Diapaga                  | 12° 03′ 37,7″ N, 1° 47′ 05,6″ E |
| Didyr          | Sanguié    | DFCD |      | Aéroport de Didyr (en)                | 12° 33′ 04,2″ N, 2° 37′ 08,7″ O |
| Diébougou      | Bougouriba | DFOU | XDE  | Aérodrome de Diébougou                | 10° 56′ 53,4″ N, 3° 14′ 59,5″ O |
| Djibo          | Soum       | DFCJ | XDJ  | Aérodrome de Djibo                    | 14° 07′ 33,6″ N, 1° 37′ 27,6″ O |
| Dori           | Séno       | DFEE | DOR  | Aérodrome de Dori                     | 14° 01′ 28,3″ N, 0° 03′ 55,3″ O |
| Fada N’Gourma  | Gourma     | DFEF | FNG  | Aéroport de Fada N’gourma (en)        | 12° 02′ 26,4″ N, 0° 21′ 51,6″ E |
| Gaoua          | Poni       | DFOG | XGA  | Aérodrome de Gaoua                    | 10° 22′ 58,8″ N, 3° 09′ 51,8″ O |
| Gorom-Gorom    | Oudalan    | DFEG | XGG  | Aérodrome de Gorom-Gorom              | 14° 27′ 19,3″ N, 0° 13′ 03,7″ O |
| Houndé         | Tuy        | DFOH |      | Aéroport de Houndé (en)               | 11° 29′ 26,2″ N, 3° 32′ 26,8″ O |
| Kantchari      | Tapoa      | DFEL | XKA  | Aérodrome de Kantchari                | 12° 27′ 52,7″ N, 1° 29′ 36,9″ E |
| Kaya           | Sanmatenga | DFCA | XKY  | Aérodrome de Kaya                     | 13° 04′ 38,5″ N, 1° 06′ 01″ O   |
| Kongoussi      | Bam        | DFCG |      | Aéroport de Kongoussi (en)            | 13° 19′ 23″ N, 1° 32′ 11,2″ O   |
| Koudougou      | Sanguié    | DFCK |      | Aéroport de Koudougou (en)            | 12° 16′ 03,5″ N, 2° 23′ 14,7″ O |
| Léo            | Sissili    | DFCL | XLU  | Aéroport de Léo (en)                  | 11° 06′ 19,5″ N, 2° 06′ 05,8″ O |
| Nouna          | Kossi      | DFON | XNU  | Aérodrome de Nouna                    | 12° 44′ 36,7″ N, 3° 51′ 46,9″ O |
| Orodara        | Kénédougou | DFOR |      | Aérodrome d'Orodara                   | 10° 59′ 12,5″ N, 4° 55′ 28,1″ O |
| Ouagadougou    | Kadiogo    | DFFD | OUA  | Aéroport international de Ouagadougou | 12° 21′ 13,5″ N, 1° 30′ 43,2″ O |
| Ouahigouya     | Yatenga    | DFCC | OUG  | Aéroport de Ouahigouya (en)           | 13° 33′ 46,6″ N, 2° 25′ 23,3″ O |
| Pama           | Kompienga  | DFEP | XPA  | Aérodrome de Pama                     | 11° 15′ 18,8″ N, 0° 41′ 53,6″ E |
| Pô             | Nahouri    | DFCP | PUP  | Aéroport de Pô (en)                   | 11° 10′ 44,9″ N, 1° 08′ 54,5″ O |
| Poura          | Balé       | DFCR |      | Aérodrome de Poura                    | 11° 37′ 03,9″ N, 2° 45′ 08,7″ O |
| Sebba          | Yagha      | DFES | XSE  | Aérodrome de Sebba                    | 13° 27′ 24″ N, 0° 30′ 12″ E     |
| Séguénéga      | Yatenga    | DFCS |      | Aérodrome de Séguénéga                | 13° 26′ 24,8″ N, 1° 59′ 34,6″ O |
| Tambao         | Oudalan    | DFEM | TMQ  | Aéroport de Tambao (en)               | 14° 47′ 27″ N, 0° 02′ 28″ E     |
| Tenkodogo      | Boulgou    | DFET | TEG  | Aérodrome de Tenkodogo                | 11° 48′ 08,4″ N, 0° 22′ 17,4″ O |
| Tougan         | Sourou     | DFOT | TUQ  | Aérodrome de Tougan                   | 13° 03′ 32,6″ N, 3° 04′ 38,1″ O |
| Yako           | Passoré    | DFCY |      | Aéroport de Yako (en) (fermé)         | 12° 57′ 21″ N, 2° 16′ 28″ O     |
| Zabré          | Boulgou    | DFEZ | XZA  | Aérodrome de Zabré                    | 11° 09′ 36″ N, 0° 37′ 52″ O     |